# Prosopocera ochreosparsa
Prosopocera ochreosparsa là một loài bọ cánh cứng trong họ Cerambycidae.